# كورت كوتنر
كورت كوتنر (1907 - 1964) من قوات الأمن الخاصة - اوباشافوهرر (رقيب الأركان) الذي خدم في معسكر الإبادة تريبلينكا، واعتُقل واتُهم بارتكاب جرائم حرب في محاكمات تريبلينكا بعد عشرين سنة من انتهاء الحرب.

## مسار مهني مسار وظيفي
قبل الحرب العالمية الثانية، عمل كورت (فريتز)  كوتينر ولسنوات عديدة كقائم بالشرطة الألمانية. خلال عملية رينهارد في بولندا المحتلة، كان مسؤولاً عن المعسكر السفلي لتريبلينكا توتنلاغر السفلي، حيث أصبح أحد ضباط قوات الأمن الخاصة الأكثر خوفًا وكرهًا. كان يتابع الأشخاص من حولهم ويوقفهم ويبحث عن المال أو الصور أو أي تذكارات عائلية. إذا قبض على شخص يحمل أي شيء، فسوف يضرب السجين بقسوة ويرسله إلى لازاريت، أو المستشفى، حيث قُتل السجين. بصفته قائداً للمخيم الأدنى وعلى السجناء اليهود، أراد أن يعرف بالضبط ما يجري طوال فترة ولايته القضائية. لذلك، استغل ضعف بعض السجناء وحولهم إلى مخبرين. حصل على لقب " Kiwe " من السجناء.
أمر كوتنر العمال اليهود (Arbeitskommando) الذين عملوا في لازاريت في معسكره السفلي بارتداء شارات تحمل شعار الصليب الأحمر، وذلك لخداع الطبيعة الحقيقية لـ «المستوصف» كمحطة قتل.